# The Secret Kingdom
The Secret Kingdom è un serial muto del 1916 diretto da Charles Brabin e Theodore Marston. Venne girato a Brooklyn e nel Texas, a San Antonio.

## Produzione
Il film fu prodotto dalla Vitagraph Company of America e dalla Star Film Company.

## Distribuzione
Distribuito dalla Vitagraph Company of America, il film uscì nelle sale cinematografiche statunitensi il 25 dicembre 1916. Viene considerato presumibilmente perduto.